# Leo Rautins
Leo Rautins, né le 20 mars 1960 à Toronto, en Ontario, au Canada, est un joueur et entraîneur canadien de basket-ball. Il évolue durant sa carrière au poste d'ailier. Il est le père du basketteur Andy Rautins.

## Palmarès
- Finaliste du championnat des Amériques 1980